# بطولة أمم أوروبا للسيدات 1969
بطولة أمم أوروبا للسيدات 1969 هو موسم من بطولة أمم أوروبا للسيدات. كان عدد الأندية المشاركة فيه 4، وفاز فيه منتخب إيطاليا لكرة القدم للسيدات.